# Jim Redman
Pour les articles homonymes, voir Redman (homonymie).
James Arthur « Jim » Redman, né le 8 novembre  1931 à Londres, est un ancien pilote de vitesse moto rhodésien.

## Biographie

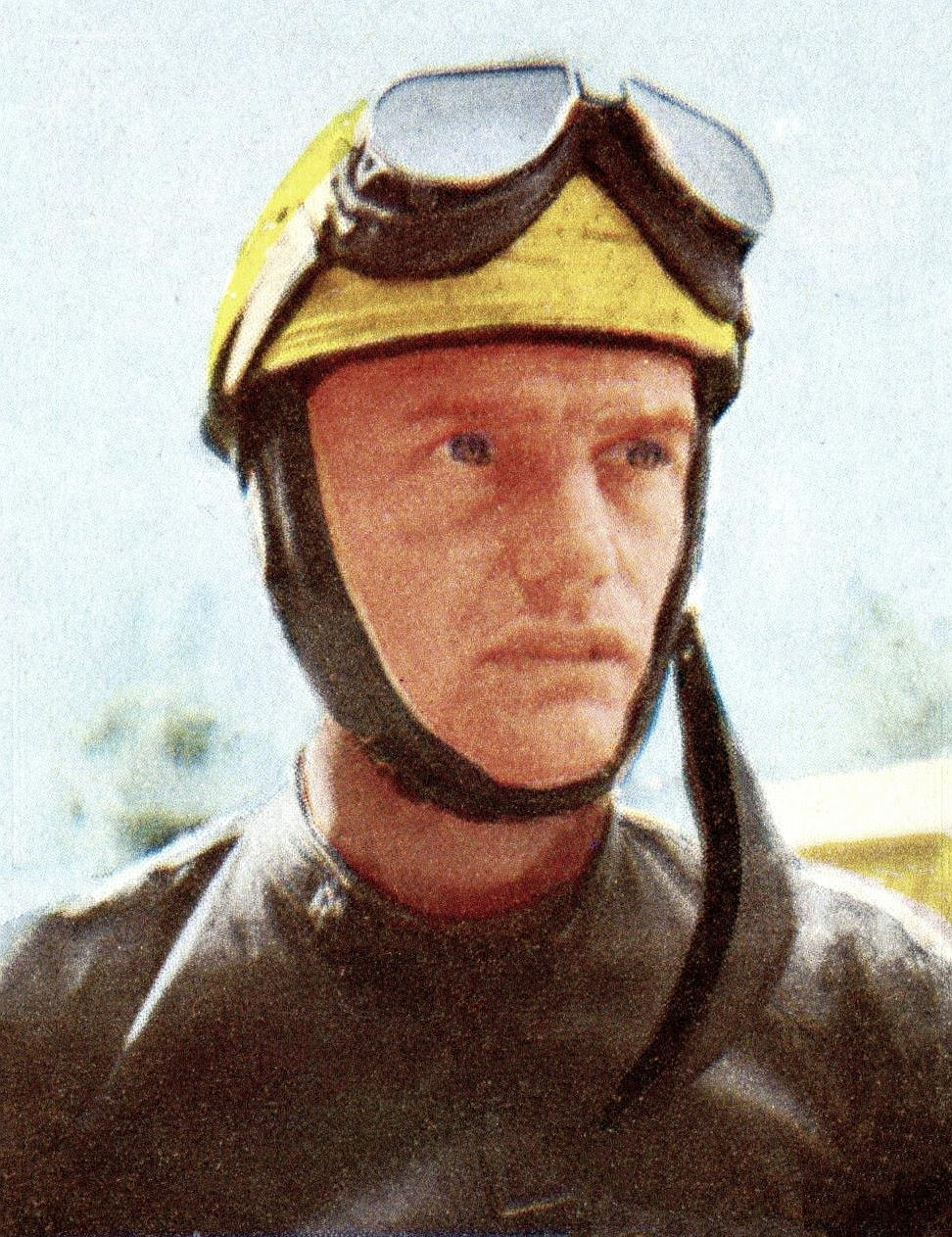
Jim Redman en 1966.

Né à Londres mais immigré au Zimbabwe dans sa jeunesse, il y commence sa carrière de pilote avant d'obtenir une moto usine chez Honda pour la saison 1960. Il avait auparavant fait ses débuts sur les circuits du championnat du monde l'année précédente, son premier grand prix s'effectuant lors du Grand Prix d'Allemagne.
Il remporte sa première victoire lors de la saison 1961, au Grand Prix de Belgique. En 1962, il obtient son premier titre, en 250 cm3, titre qu'il double par un deuxième en catégorie 350 cm3. Il réalise de nouveau ce doublé la saison suivante, avant d'obtenir deux nouveaux titres, toujours dans la catégorie 350 cm3 lors des saisons 1964 et 1965.
Durant la saison 1964, il devient le premier pilote à remporter trois victoires en grand prix le même jour, lors du Grand Prix moto des Pays-Bas.
Après une dernière victoire lors du Grand Prix des Pays-Bas 500 cm3 en 1966, il met un terme à sa carrière en grand prix lors du Grand Prix de Belgique la même saison où il fut victime d'une chute, sur piste détrempée, à 250 km/h. Chanceux si l'on peut dire car il ne souffrit que d'un poignet cassé.

## Palmarès
- Champion du monde en 250 cm3 sur Honda en 1962, 1963
- Champion du monde en 350 cm3 sur Honda en 1962, 1963, 1964, 1965
- Champion du monde
- Champion du monde
- 45 victoires en Championnats du monde (4 en 125 cm3, 18 en 250 cm3, 21 en 350 cm3, 2 en 500 cm3 )
- 98 podiums en Championnats du monde
- 35 meilleurs tours en course en Championnats du monde
- 6 fois vainqueur du Tourist Trophy de l'Île de Man